# Фриланд (Пенсилванија)
Фриланд (енгл. Freeland) град је у америчкој савезној држави Пенсилванија.

## Демографија
По попису из 2010. године број становника је 3.531, што је 112 (-3,1%) становника мање него 2000. године.
| Група             | 2000.         | 2010.         |
| Белци             | 3.566 (97,9%) | 3.259 (92,3%) |
| Афроамериканци    | 4 (0,1%)      | 21 (0,6%)     |
| Азијати           | 26 (0,7%)     | 19 (0,5%)     |
| Хиспаноамериканци | 35 (1,0%)     | 205 (5,8%)    |
| Укупно            | 3.643         | 3.531         |